# Lunco
Der Lunco, auch Lunq'u, ist ein 5224 m hoher Berg in der Cordillera Huanzo, einem Gebirgszug der peruanischen Westkordillere in Südwest-Peru.

## Lage
Der Berg befindet sich an der kontinentalen Wasserscheide. Er bildet den Grenzpunkt zwischen den Regionen Apurímac (im Norden), Arequipa (im Süden und im Osten) und Ayacucho (im Westen). Seine Nordflanke wird über den Río Pachachaca, einen Nebenfluss des Río Apurímac, entwässert. Die Westflanke liegt im Einzugsgebiet des Río Pallancata, ein linker Nebenfluss des Río Marán, die Ostflanke wird über den Río Aguas Calientes, einen Nebenfluss des Río Cotahuasi, entwässert. 

.